# Satellite Data System
Pour les articles homonymes, voir SDS.

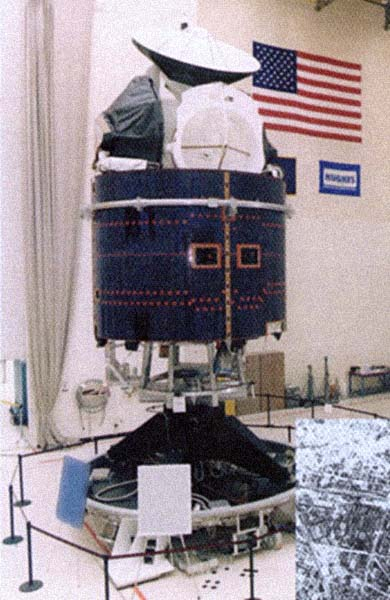
Un satellite SDS de deuxième génération peu avant son lancement en 1989.

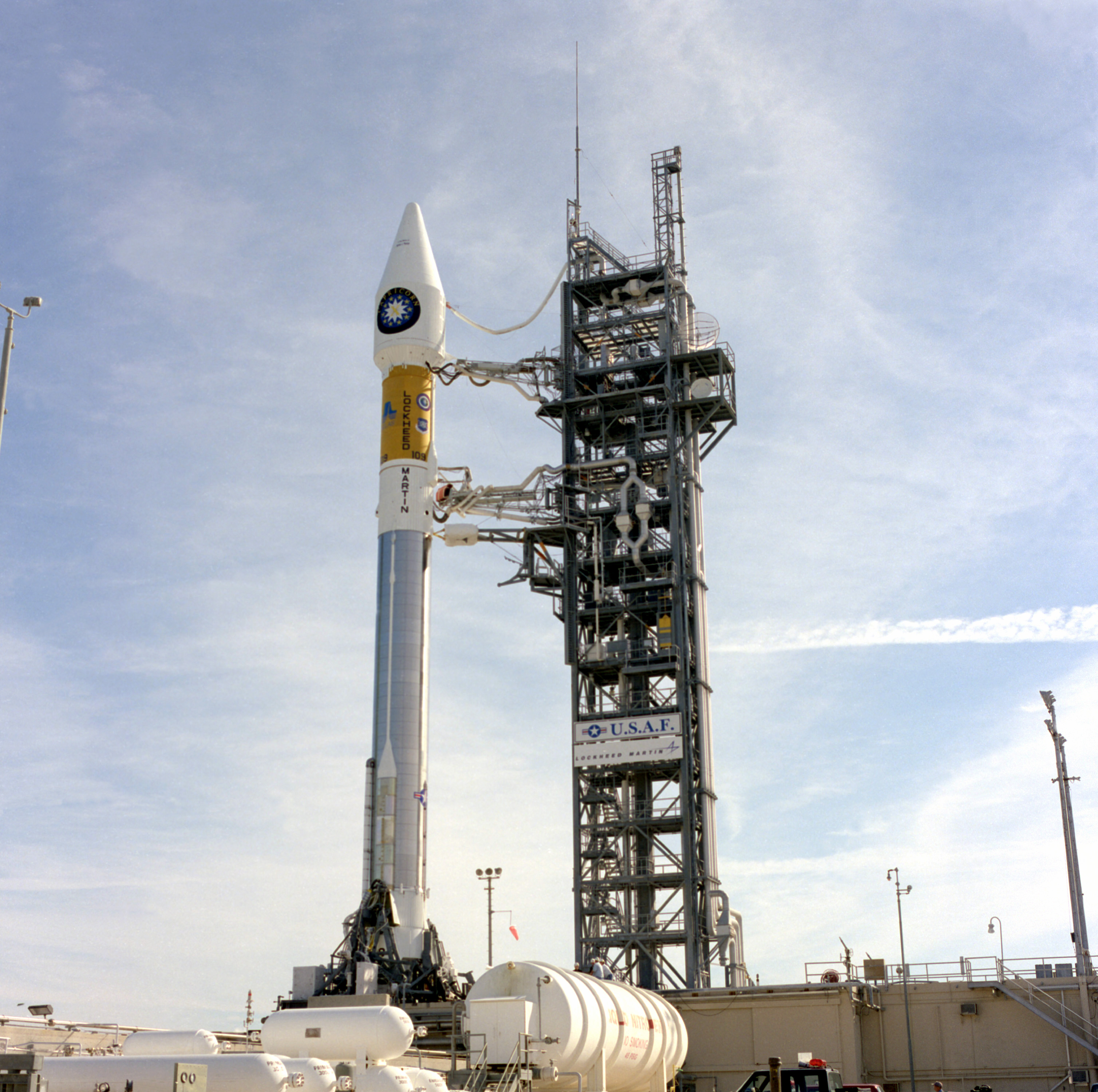
Lanceur Atlas IIA emportant le premier satellite SDS de troisième génération.

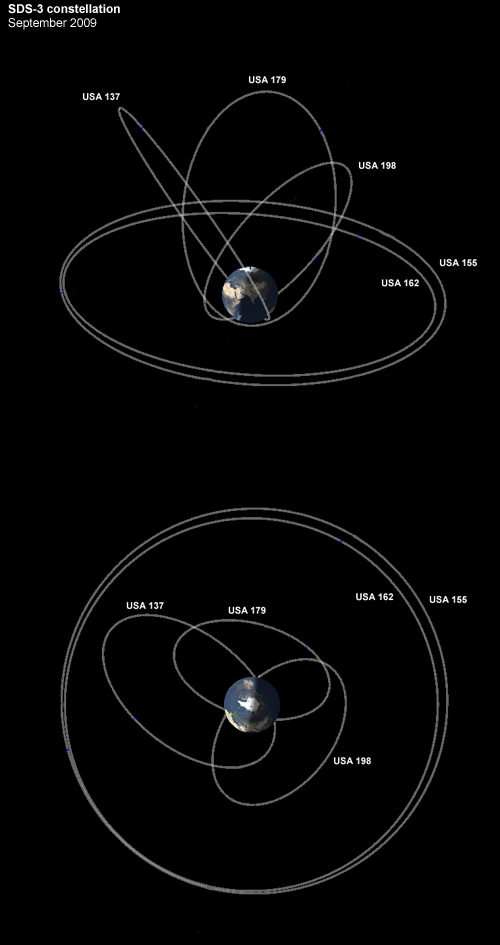
Reconstitution des orbites des satellites SDS de 3e génération en 2009 : certains circulent sur une orbite de Molnia, tandis que d'autres se trouvent en orbite géostationnaire.

Le Satellite Data System, ou SDS, également désigné Quasar, est une famille de satellites de télécommunications militaires, mis en service à compter de 1976 pour servir de relais entre les satellites de reconnaissance optique KH-11 et les stations au sol. Quatre générations de ces satellites aux caractéristiques très différentes ont été lancées et la série est toujours active en 2017. Les satellites sont mis en œuvre par le National Reconnaissance Office (NRO), l'agence américaine chargée des satellites de reconnaissance. Peu de données sont disponibles sur ces satellites, couverts par le secret défense.  

## Objectifs
Ces satellites permettent le transfert en temps réel des images prises par les satellites de reconnaissance optique KH-11 (Kennen / Crystal) du National Reconnaissance Office. Ils circulent selon les cas sur une orbite de Molnia ou sur une orbite géostationnaire choisie pour qu'au moins un des éléments de la constellation puisse assurer le relais (soit visible) entre le satellite de reconnaissance et la station au sol située à Fort Belvoir, en Virginie. Ces satellites sont également utilisés pour les communications entre les avions de l'Armée de l'Air américaine circulant sur les routes polaires et les stations au sol de l'Air Force Satellite Control Network.

## Caractéristiques techniques

### Première génération (SDS-1)
Les sept satellites SDS de la première génération ont été placés en orbite entre 1976 et 1987. Selon des informations officieuses, ces satellites auraient une masse de 628 kilogrammes et seraient basés sur la plateforme HS-350 stabilisée par rotation du constructeur aérospatial Hughes, également utilisée par les satellites Intelsat IV. Ces satellites, disposant d'une puissance électrique de 980 watts, disposent d'une antenne de trois mètres de diamètre. Ils circulent sur une orbite de Molnia de 500 × 39 200 km avec une inclinaison orbitale de 57°, ce qui leur permet de relayer les données lorsque les satellites de reconnaissance survolent des latitudes hautes non visibles depuis l'orbite géostationnaire. La constellation opérationnelle comporte trois satellites actifs pour permettre une couverture continue. Chaque satellite dispose de douze canaux de communications fonctionnant dans des bandes de fréquence élevées. Le troisième et quatrième satellite de cette sous-série (mais peut-être les suivants également) emportent un détecteur d'explosion nucléaire NUDET.

### Deuxième génération (SDS-2)
Quatre satellites de deuxième génération SDS-2 ont été placés en orbite entre 1989 et 1996. Ces satellites circulent sur une orbite de Molnia sauf le deuxième de la série, placé sur une orbite géostationnaire. Ces satellites ont été conçus pour pouvoir être lancés avec  la Navette spatiale américaine et trois sur quatre l'ont effectivement été. La plateforme spinnée du constructeur Hughes semble basée sur celle des satellites Intelsat 6 (HS-389) ou Leasat (HS-381) et est sans doute désignée HS-386. Les SDS-2 disposent de deux antennes de 4,6 mètres de diamètre et d'une antenne de deux mètres de diamètre dédiée aux communications en bande Ka. Les cellules solaires, qui fournissent une puissance électrique de 1 238 watts, sont réparties sur le corps cylindrique du satellite. Les satellites SDS-2 hébergeraient l'instrument HERITAGE (Radiant Agate), conçu pour détecter les lancements de missile. Un cinquième satellite a sans doute été construit et cédé à la NASA, qui étudie la réalisation d'une mission baptisée NSTP-Sat basée sur cet engin spatial qui pourrait être lancée vers 2020.

### Troisième génération (SDS-3)
Sept satellites de troisième génération SDS-3 ont été placés en orbite entre 1998 et 2014. Trois de ces satellites circulent sur une orbite de Molnia, les autres sur une orbite géostationnaire.

### Quatrième génération (SDS-4)
Deux satellites de quatrième génération ont été lancés en 2016 et 2017. L'apparition de cette nouvelle génération a été déduite du recours à une version plus puissante du lanceur Atlas V (version 421 au lieu de 401), impliquant une masse plus importante et le recours à une coiffe de 13,8 mètres de haut, contre 12 mètres pour les satellites de la génération précédente.

## Déploiement
Peu d'informations officielles sont disponibles et le rattachement d'un satellite à une génération donnée repose sur des hypothèses. La numérotation des Quasar est donc incertaine. Certains des satellites de première génération pourraient être en réalité des satellites d'écoute électronique Jumpseat. Par ailleurs, Quasar 12 pourrait faire partie de la 2e génération.
| Satellite      | Date de lancement | Autres désignations       | Identifiant COSPAR | Lanceur              | Base de lancement | Caractéristiques                        | Commentaire    |
| -------------- | ----------------- | ------------------------- | ------------------ | -------------------- | ----------------- | --------------------------------------- | -------------- |
| 1re génération |                   |                           |                    |                      |                   |                                         |                |
| Quasar 1       | 2 juin 1976       | SDS 1, OPS 7837           | 1976-050A          | Titan-3(34)B Agena-D | Vandenberg        | masse : 628 kg Orbite de Molnia         |                |
| Quasar 2       | 6 août 1976       | SDS 2, OPS 7940           | 1976-080A          | Titan-3(34)B Agena-D | Vandenberg        | masse : 628 kg Orbite de Molnia         |                |
| Quasar 3       | 5 août 1978       | SDS 3, OPS 7310           | 1978-075A          | Titan-3(34)B Agena-D | Vandenberg        | masse : 628 kg Orbite de Molnia         |                |
| Quasar 4       | 13 décembre 1980  | SDS 4, OPS 5805           | 1980-100A          | Titan-3(34)B Agena-D | Vandenberg        | masse : 628 kg Orbite de Molnia         |                |
| Quasar 5       | 28 août 1984      | SDS 5, USA 4              | 1984-091A          | Titan-3(34)B Agena-D | Vandenberg        | masse : 628 kg Orbite de Molnia         |                |
| Quasar 6       | 8 février 1985    | SDS 6, USA 9              | 1985-014A          | Titan-3(34)B Agena-D | Vandenberg        | masse : 628 kg Orbite de Molnia         |                |
| Quasar 7       | 12 février 1987   | SDS 7, USA 21             | 1987-015A          | Titan-3(34)B Agena-D | Vandenberg        | masse : 628 kg Orbite de Molnia         |                |
| 2e génération  |                   |                           |                    |                      |                   |                                         |                |
| Quasar 8       | 8 août 1989       | SDS-2 1, USA 40           | 1989-061B          | Navette spatiale     | Cape Canaveral    | masse : 3 tonnes Orbite de Molnia       | Mission STS-28 |
| Quasar 9       | 15 novembre 1990  | SDS-2 2, USA 67           | 1990-097B          | Navette spatiale     | Cape Canaveral    | masse : 3 tonnes Orbite géostationnaire | Mission STS-38 |
| Quasar 10      | 2 décembre 1992   | SDS-2 3, USA 89           | 1992-086B          | Navette spatiale     | Cape Canaveral    | masse : 3 tonnes Orbite de Molnia       | Mission STS-53 |
| Quasar 11      | 3 juillet 1996    | SDS-2 4, USA 125          | 1996-038A          | Titan-4A             | Cape Canaveral    | masse : 3 tonnes Orbite de Molnia       |                |
| 3e génération  |                   |                           |                    |                      |                   |                                         |                |
| Quasar 12      | 29 janvier 1998   | SDS-3 1, USA 137, NROL 5  | 1998-005A          | Atlas-2A             | Cape Canaveral    | Orbite de Molnia                        |                |
| Quasar 13      | 6 décembre 2000   | SDS-3 2, USA 155, NROL 10 | 2000-080A          | Atlas-2AS            | Cape Canaveral    | Orbite géostationnaire                  |                |
| Quasar 14      | 11 octobre 2001   | SDS-3 3, USA 162, NROL 12 | 2001-046A          | Atlas-2AS            | Cape Canaveral    | Orbite géostationnaire                  |                |
| Quasar 15      | 31 août 2004      | SDS-3 4, USA 179, NROL 1  | 2004-034A          | Atlas-2AS            | Cape Canaveral    | Orbite de Molnia                        |                |
| Quasar 16      | 10 décembre 2007  | SDS-3 5, USA 198, NROL 24 | 2007-060A          | Atlas V 401          | Cape Canaveral    | Orbite de Molnia                        |                |
| Quasar 17      | 11 mars 2011      | SDS-3 6, USA 227, NROL 2  | 2011-011A          | Delta IVM+(4,2)      | Cape Canaveral    | Orbite géostationnaire                  |                |
| Quasar 18      | 20 juin 2012      | SDS-3 7, USA 236, NROL 38 | 2012-033           | Atlas V 401          | Cape Canaveral    | Orbite géostationnaire                  |                |
| Quasar 19      | 22 mai 2014       | SDS-3 8, USA 252, NROL 33 | 2014-027A          | Atlas V 401          | Cape Canaveral    | Orbite géostationnaire                  |                |
| 4e génération  |                   |                           |                    |                      |                   |                                         |                |
| Quasar 20      | 28 juillet 2016   | SDS-4 1, USA 269, NROL 61 | 2016-047A          | Atlas V 421          | Cape Canaveral    | Orbite géostationnaire                  |                |
| Quasar 21      | 15 octobre 2017   | SDS-4 2, USA 279, NROL 52 | 2017-066A          | Atlas V 421          | Cape Canaveral    | Orbite géostationnaire                  |                |